# Józef Władysław Krogulski
Józef Władysław Krogulski (ur. 4 września 1815 w Tarnowie, zm. 9 stycznia 1842 w Warszawie) – polski kompozytor i pianista, dyrygent chóralny, pedagog muzyczny.
Był synem kompozytora i pianisty Michała Krogulskiego i Salomei z domu Saszor. Dzieciństwo spędził w Tarnowie. Od najmłodszych lat zdradzał wielkie zainteresowanie muzyką. Dostrzegł to jego ojciec i zaczął go intensywnie uczyć gry na fortepianie. Wkrótce 10-letni wirtuoz występował jako „cudowne dziecko” w Tarnowie, a następnie w Warszawie. Po raz pierwszy publicznie zagrał 16 marca 1825 r. wykonując Koncert a-moll Johanna Nepomuka Hummla. W drugiej połowie maja 1825 przybył do Warszawy, gdzie 19 czerwca dał koncert  w sali Konserwatorium Muzycznego. Wykonał wówczas bardzo trudne dzieła: Koncert fortepianowy Hummla i Rondo Fryderyka Kalkbrennera, czym wprawił w osłupienie licznie zebraną publiczność. Pod koniec sierpnia wyruszył z ojcem na tournée, występując w Kaliszu, w Poznaniu (koncert w sali Resursy i koncert u prezesa naczelnego Wielkiego Księstwa Poznańskiego Johanna Baumanna), a następnie dał 5 koncertów we Wrocławiu (m.in. 9 listopada w sali koncertowej Uniwersytetu Wrocławskiego i 12 listopada w sali redutowej Hotelu Polskiego). Na początku 1826 roku występował w Berlinie, Dreźnie i Lipsku, a w drodze powrotnej do Warszawy koncertował m.in. ponownie w Poznaniu i Kaliszu. W drugiej połowie roku grał w Puławach, Zamościu, Lublinie i Lwowie, zaś w styczniu 1827 w Kijowie.
W czerwcu 1828 rodzina Krogulskich zamieszkała na stałe w Warszawie, a młody pianista podjął studia w Szkole Głównej Muzyki pod kierunkiem Karola Kurpińskiego i Józefa Elsnera. U Józefa Elsnera pobierał prywatnie nauki również po zawieszeniu działalności tej uczelni przez władze carskie po upadku powstania listopadowego.
Od 1832 prowadził działalność pedagogiczną i dyrygencką w zorganizowanym przez siebie chórze złożonym z wychowanek Instytutu św. Kazimierza w Warszawie na Tamce. Wkrótce także wraz z ojcem utworzył amatorski chór mieszany, który szybko uzyskał wysoki poziom artystyczny. Ze swoim chórem Krogulski występował początkowo w kościele św. Trójcy oraz gościnnie na koncertach w Warszawie jak i poza miastem. W latach 1836–1841 był dyrektorem amatorskiego chóru mieszanego w pojezuickim kościele pijarów przy ulicy Świętojańskiej w Warszawie. 
W wieku 23 lat, 17 stycznia 1838 w Warszawie zawarł związek małżeński z Ludwiką Katarzyną Gargulską (1818-1859), córką nauczyciela szkół rządowych Kazimierza Gargulskiego i Franciszki z Choińskich. Z tego związku miał córki: Bronisławę Jadwigę i Józefę Barbarę, obie zmarłe w niemowlęctwie.
W kwietniu 1841 podczas prób do swego Miserere kompozytor przeziębił się i rozchorował. Zmarł w wyniku zaostrzenia się gruźlicy. Pochowany został na Cmentarzu Powązkowskim w Warszawie. Mszę celebrował biskup Antoni Kotowski, a uczestniczyła w niej ogromna rzesza przyjaciół, znajomych i wychowanków Józefa. Orkiestra wykonała Requiem Józefa Kozłowskiego pod dyrekcją Tomasza Napoleona Nideckiego oraz skomponowany na cześć zmarłego hymn żałobny Ignacego Feliksa Dobrzyńskiego, wykonany pod jego przewodnictwem. Podobno Karol Kurpiński na pogrzebie Krogulskiego  powiedział: „O tak chowamy naszego Palestrinę”.
Jego przyrodni brat Władysław Krogulski, również był kompozytorem.

## Ważniejsze kompozycje
Orkiestrowe oraz na orkiestrę z fortepianem:
- Uwertura d-moll (ok. 1831)
- I koncert fortepianowy E-dur (1830)
- II koncert fortepianowy h-moll (1831)
- Wariacje F-dur (Warszawa 1835)

Kameralne:
- Oktet d-moll op. 6, na fortepian, flet, klarnet, 2 skrzypiec, altówkę, wiolonczelę i kontrabas, dedykowany Henrykowi Łubieńskiemu (Warszawa 1834)
- I sonata Es-dur na fortepian i kwartet smyczkowy, 1828/1829
- Kwartet D-dur op. 2 na fortepian, skrzypce, altówkę i wiolonczelę

Fortepianowe:
- Mazurek D-dur i Anglez C-dur (ok. 1823, wyd. Poznań 1825)
- Mazur D-dur, Anglez Es-dur, Galopada A-dur (ok. 1827)
- Nowa Galopada (1829)
- La bella cracovienna g-moll op. 1 (1829)
- II sonata a-moll op. 3 (1830)

Wokalno-instrumentalne
- 11 kantat okolicznościowych:  Alla polacca D-dur, Karawana w pustyniach Arabistanu, Kantata z echem i in.
- 10 mszy
- Pieśni kościelne
- Pieśni na głos z fortepianem
- Hymny